# Secrets of a Successful Marriage
«Secrets of a Successful Marriage» (рус. Секреты успешного брака) — заключительный двадцать второй эпизод пятого сезона «Симпсонов». Премьерный показ 19 мая 1994 года.

## Сюжет
Однажды, во время игры в карты, Карл назвал Гомера тугодумом. Об этом случае Гомер впоследствии со смехом рассказал своей семье, однако, вопреки его ожиданиям, никто не рассмеялся. Это заставило Гомера критически рассмотреть свои умственные возможности и признать, что он действительно «немного глуп». Мардж посоветовала ему сходить на какие-нибудь курсы для повышения своего интеллекта.
Однако, придя на курсы, Гомер видит, что там преподаёт множество его знакомых: Пэтти и Сельма Бувье, Мо Сизлак, и даже Ленни. Он решает, что и сам может быть учителем, и идёт договариваться об этом с администрацией курсов. В это время там вакантно только место преподавателя на курсах «Секреты успешного брака», и Гомер записывается туда.
Несмотря на уверенность в своих силах, в первый же день обучения Гомер показал у себя полное отсутствие учительского таланта. Разочарованные слушатели уже решили расходиться по домам, но в этот момент Гомер случайно упомянул про то, что они с Мардж обсуждали его учительскую карьеру вчера в постели. Это заинтересовывает аудиторию, и они остаются, чтобы послушать сплетни. Видя свою популярность, Гомер от радости теряет чувство меры и выбалтывает несколько интимных секретов Мардж, в частности то, что она красит волосы синей краской.
На следующее утро Мардж обнаруживает, что её секрет известен половине города: Апу рекомендует ей синюю краску для волос. Об этом случае она разговаривает с Гомером, и тот обещает в дальнейшем держать язык за зубами. Но своё обещание он не сдерживает: без интимных подробностей его лекции невероятно скучны. Аудитория провоцирует его, и он продолжает выбалтывать семейные секреты. На одной из лекций он упомянул, что Мардж сексуально возбуждается, когда он покусывает её за локти.
На следующий вечер весь класс Гомера пришёл к нему в гости, чему Гомер очень рад. За ужином он не слишком удачно пытается играть роль примерного отца и мужа, и это раздражает Мардж. Присутствующий среди учеников Гомера Мо с ухмылкой советует Гомеру укусить Мардж за локоть, чтоб та успокоилась, и для неё это становится последней каплей. Она выгоняет гостей, и Гомера тоже. Гомер поселяется в домике Барта на дереве. Он надеется вернуть Мардж, но в таких обстоятельствах даже преподобный Лавджой советует ей разводиться. Всего за сутки одежда Гомера превращается в лохмотья, а сам он стремительно теряет цивилизованный облик.
Нарвав цветов, Гомер вновь идёт к Мардж объясняться. Однако у себя дома он встречает Мо с гораздо большим букетом цветов. Мо пугается Гомера и выпрыгивает в окно, и тогда Гомер, стоя перед Мардж на коленях, признается в своей полной от Мардж зависимости. Он говорит, что любит её, что ему необходима её любовь и что без неё он не может представить свою жизнь. Это смягчает Мардж, и она прощает Гомера. Он возвращается в семью, и когда Мо в очередной раз пытается завязать с Мардж отношения, его ждёт неприятный (для него) сюрприз.

## Культурные отсылки
- Воспоминания Смитерса о своем браке, распавшемся из-за его любимого начальника мистера Бернса — отсылка к пьесам «Кошка на раскалённой крыше» и «Трамвай „Желание“» Теннеси Вильямса[1].
- Монолог Гомера в спальне, обращенный к Мардж, пародия на следующие известные фильмы: Правосудие для всех, Несколько хороших парней, Паттон, Китайский квартал[2].

## Саундтрек
- Jeff Barry и Tom Scott — «Without Us», исполнил Дэн Кастелланета[3]